# Saint-Domineuc
Saint-Domineuc (bretonisch: Landoveneg) ist eine französische Gemeinde mit 2.587 Einwohnern (Stand: 1. Januar 2022) im Département Ille-et-Vilaine in der Region Bretagne; sie gehört zum Arrondissement Saint-Malo und zum Kanton Combourg. Die Einwohner werden Docmaëliens genannt.

## Geographie
Die Gemeinde Saint-Domineuc liegt etwa 35 Kilometer nordnordwestlich von Rennes am Linon und dem parallel verlaufenden Schifffahrtskanal Canal d’Ille-et-Rance. Umgeben wird Saint-Domineuc von den Nachbargemeinden Pleugueneuc im Nordwesten und Norden, La Chapelle-aux-Filtzméens im Nordosten, Québriac im Osten, Tinténiac im Südosten und Süden, Trimer im Südwesten sowie Trévérien im Westen.
Durch die Gemeinde führt die autobahnartig ausgebaute Route nationale 137.

## Bevölkerungsentwicklung
| Jahr                       | 1962 | 1968 | 1975 | 1982 | 1990 | 1999 | 2006 | 2013 | 2020 |
| Einwohner                  | 1047 | 1013 | 1127 | 1333 | 1339 | 1437 | 1962 | 2472 | 2553 |
| Quellen: Cassini und INSEE |      |      |      |      |      |      |      |      |      |

## Sehenswürdigkeiten

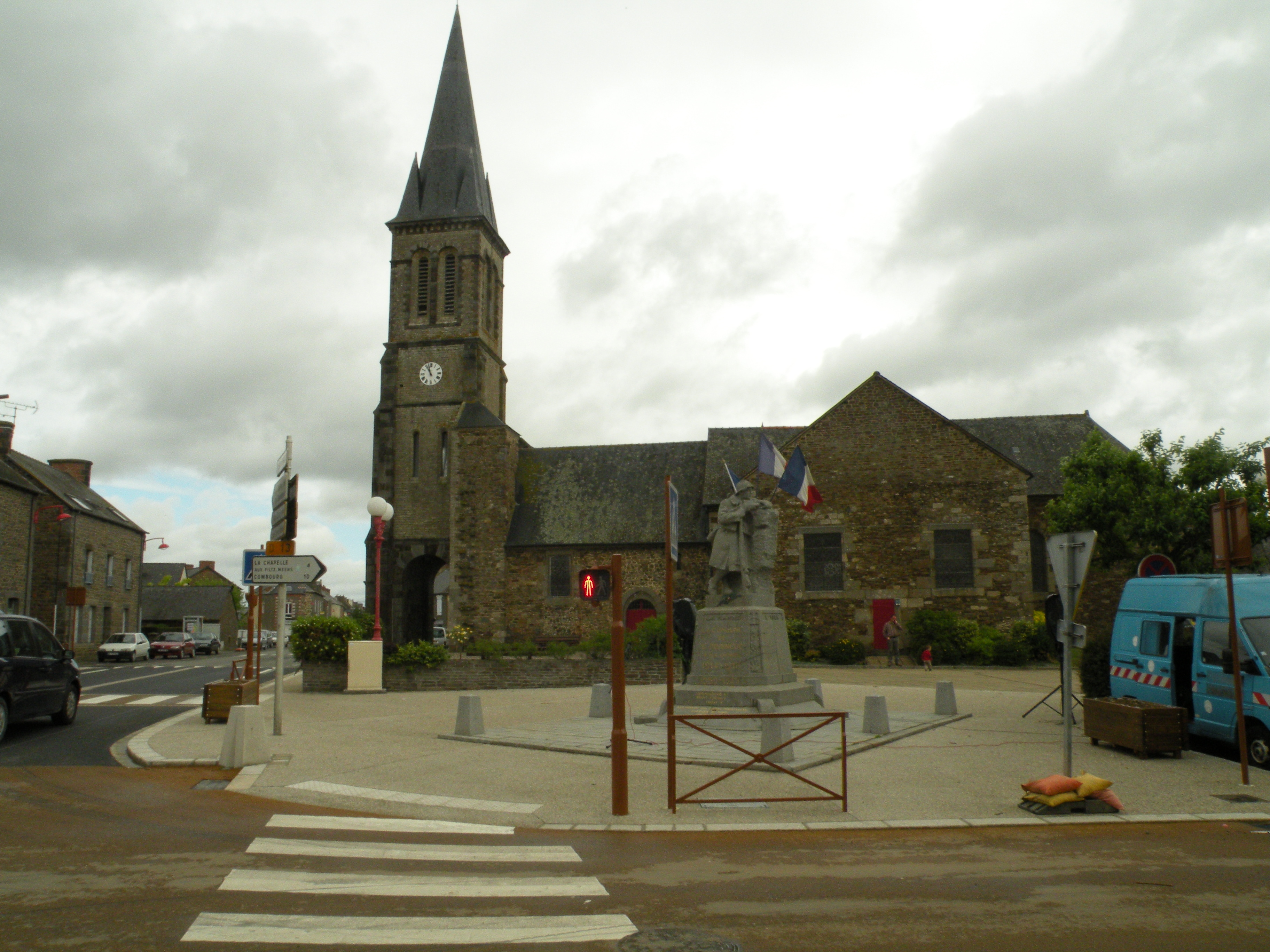
Kirche Saint-Docmaël

- Kirche Saint-Docmaël